# Labrocerus quadrisignatus
Labrocerus quadrisignatus är en skalbaggsart som beskrevs av Sharp 1908. Labrocerus quadrisignatus ingår i släktet Labrocerus och familjen ängrar. Inga underarter finns listade i Catalogue of Life.